# Colin Brown
Colin Christopher Brown (Chillicothe, 29 agosto 1985) è un giocatore di football americano statunitense che gioca nel ruolo di centro nella National Football League (NFL) e dal 2013 è free agent. Fu scelto nel corso del quinto giro (139º assoluto) del draft NFL 2009 dai Kansas City Chiefs. Al college ha giocato a football all'Università del Missouri.

## Carriera professionistica
Brown fu scelto dai Kansas City Chiefs nel quinto giro del Draft 2009. Nella sua stagione da rookie non scese mai in campo e nella successiva passò da Hartford Colonials (UFL), Baltimore Ravens e Buffalo Bills, senza tuttavia mai scendere in campo nella NFL. Il debutto avvenne nella stagione 2011 quando disputò 11 partite coi Bills, di cui una come titolare. Nella stagione 2012 disputò una sola partita, nella sconfitta della settimana 5 contro i San Francisco 49ers, come titolare. Il 15 ottobre 2013, Brown fu svincolato dai Bills.

## Vittorie e premi
Nessuno

## Statistiche
| Partite totali      | 18 |
| Partite da titolare | 7  |

Statistiche aggiornate alla stagione 2013